# Ersan Saner
Hamza Ersan Saner, né en 1966 à Famagouste, est un homme politique de la république de Chypre du Nord dont il est Premier ministre, de 2020 à 2021.

## Biographie
Le 7 novembre 2020, le président Ersin Tatar reçoit la tâche d'établir un gouvernement. Après 14 jours de dialogue avec les différents partis politiques, il échoue et renonce le 21 novembre 2020. Le chef du Parti républicain turc, Tufan Erhürman est alors chargé de former le gouvernement mais échoue également. Ersin Tatar est rappelé le 7 décembre 2020. 
Le 8 décembre 2020, le Parti d'unité nationale, le Parti démocrate et le Parti de la renaissance signent le protocole d'un gouvernement de coalition. Ersan Saner est nommé Premier ministre de Chypre du Nord après acceptation de la liste des ministres par le président de la République Ersin Tatar le 9 décembre 2020,.